# Diptyque impérial

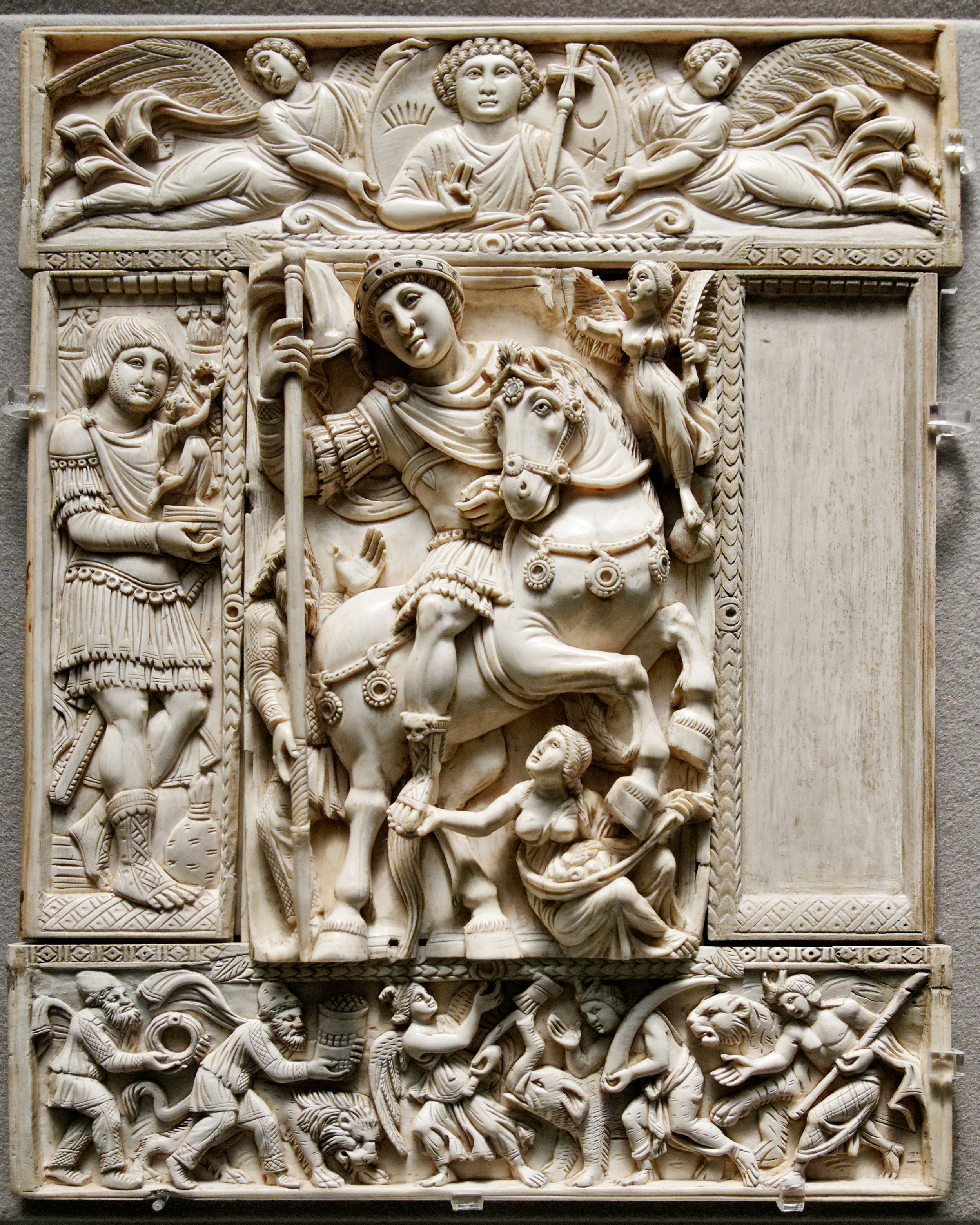
Ivoire Barberini

Un diptyque impérial est, dans l'Antiquité tardive, un type particulier de diptyque d'ivoire, composé de deux feuillets comportant chacun cinq panneaux, et dont les panneaux centraux de chaque feuillets représentent l'empereur ou l'impératrice. Ces « icônes impériaux » uniques, par opposition aux diptyques consulaires produits, eux, en série, auraient été offerts à l'empereur en certaines occasions, tout premièrement l'entrée en fonction du consul.
Aucun exemplaire complet de diptyque impérial n'a été conservé et leur existence même est contestée. C'est le spécialiste des ivoires R. Delbrück qui a élaboré la théorie des diptyques impériaux en rapprochant 19 fragments de feuillets d'ivoire n'appartenant manifestement pas au type courant du diptyque consulaire, bien que présentant beaucoup de caractéristiques communes avec eux. L'iconographie de ces diptyques obéirait ainsi à un schéma stéréotypé, illustré par l'ivoire Barberini, qui en serait l'exemple le mieux conservé : construit autour de la figure de l'empereur ou de l'impératrice, le programme comprend sur les panneaux latéraux des figures de dignitaires, tandis que le registre supérieur est occupé par une personnification de Constantinople ou un médaillon du Christ, et le registre inférieur par des barbares apportant des offrandes.
Les deux feuillets représentants l'impératrice Ariane, conservés respectivement à Vienne et à Florence, pourraient dans le cadre de cette hypothèse avoir appartenu à deux diptyques impériaux. Ils sont les seuls autres panneaux centraux de ce type aujourd'hui conservés. Les autres fragments supposés de diptyque impériaux sont des panneaux latéraux.
La constatation que l'ivoire Barberini ne pouvait presque certainement pas être un diptyque, mais était une sorte d'icône impériale, sans qu'un second feuillet ne vienne s'y adjoindre, est un argument sérieux qui fait douter l'existence de ces diptyques impériaux.